# 眠る二人の子ども (ルーベンスの絵画)
『眠る二人の子ども』（ねむるふたりのこども、英: Two Sleeping Children）は、フランドルのバロック期の巨匠ピーテル・パウル・ルーベンスが1612-1613年ごろ、板上に油彩で描いた習作絵画である。画家の兄フィリップ・ルーベンス (1574-1611年) の子どもたちのクララ、フィリップを描いていると考えられる。作品は1972年以来、東京の国立西洋美術館に所蔵されている。

## 作品
本作には、習作ならではの素早く即興的な筆の運びが示されている。暖色と寒色、透明色と不透明色の巧みな使い分けやハイライトの効果的な使用により、無邪気に眠る幼い子どもたちのあどけなさが生き生きと描き出されている。対象を見事に描出するルーベンスの生彩ある写実性がよく発揮された作例である。
ユリウス・ヘルトによれば、2人の子どもは非常に似ているが、右側の子どものほうが少し年長で、髪も長い。また、様式的にこの習作が1612-1614年ごろのものと考えられることから、2人の子どもはルーベンスと非常に仲の良かった兄のフィリップの子どもであり、右の子どもが1610年生まれの娘クララ、左の子どもが1611年生まれの息子フィリップと考えたのである。ヘルトは作品の制作年を1612-1613年とした。
1611年8月28日に急逝した兄の死を悼んで、ルーベンスは『画家の兄フィリップ・ルーベンス』 (デトロイト美術館) を制作しており、兄の子どもたちの後見人になった。ルーベンスは、兄の子どもたちを深い愛情をもって見守ったと推測される。ヘルトによれば、絵画館 (ベルリン) に所蔵されている『鳥を持つ子供』は、本作の左側の子どもがもう少し成長した段階、3歳ごろの姿で、1614年の制作とした。
一方、ジャッフェはこのヘルトは、2人の子どもは同一人物であるとしている。実際、ルーベンスは頭部習作で、同じ人物の頭部を違った角度で複数描くことが珍しくない。また、2人の子どもの相貌は、別の子供であると断言できるほどには異なっていない。とはいえ、左側の子どものみが赤いビーズの首飾りを着けていることは2人を区別していると考えられる。さらに、ヘルトが指摘したように、ベルリンの『鳥を持つ子供』も本作の左側の子どもも、同じ赤いビーズの首飾りを着けている。なお、ジャッフェは本作の制作年を1617年ごろとしているが、確たる根拠があるわけではない。
この油彩習作は、工房における絵画の制作方法と密接に関係する。16世紀以来、フランドルの絵画工房においては、物語画を制作する際の参考とするために、さまざまな年齢、容貌の男女の頭部を様々な角度から描いた「トローニー」と呼ばれる油彩習作を制作する伝統があった。実際、本作に描かれた子どもたちの頭部は、アルテ・ピナコテーク (ミュンヘン) にある『花輪の聖母子』やルーヴル美術館 (パリ) にある『聖母と天使』などの大型の絵画に用いられている。

## ギャラリー

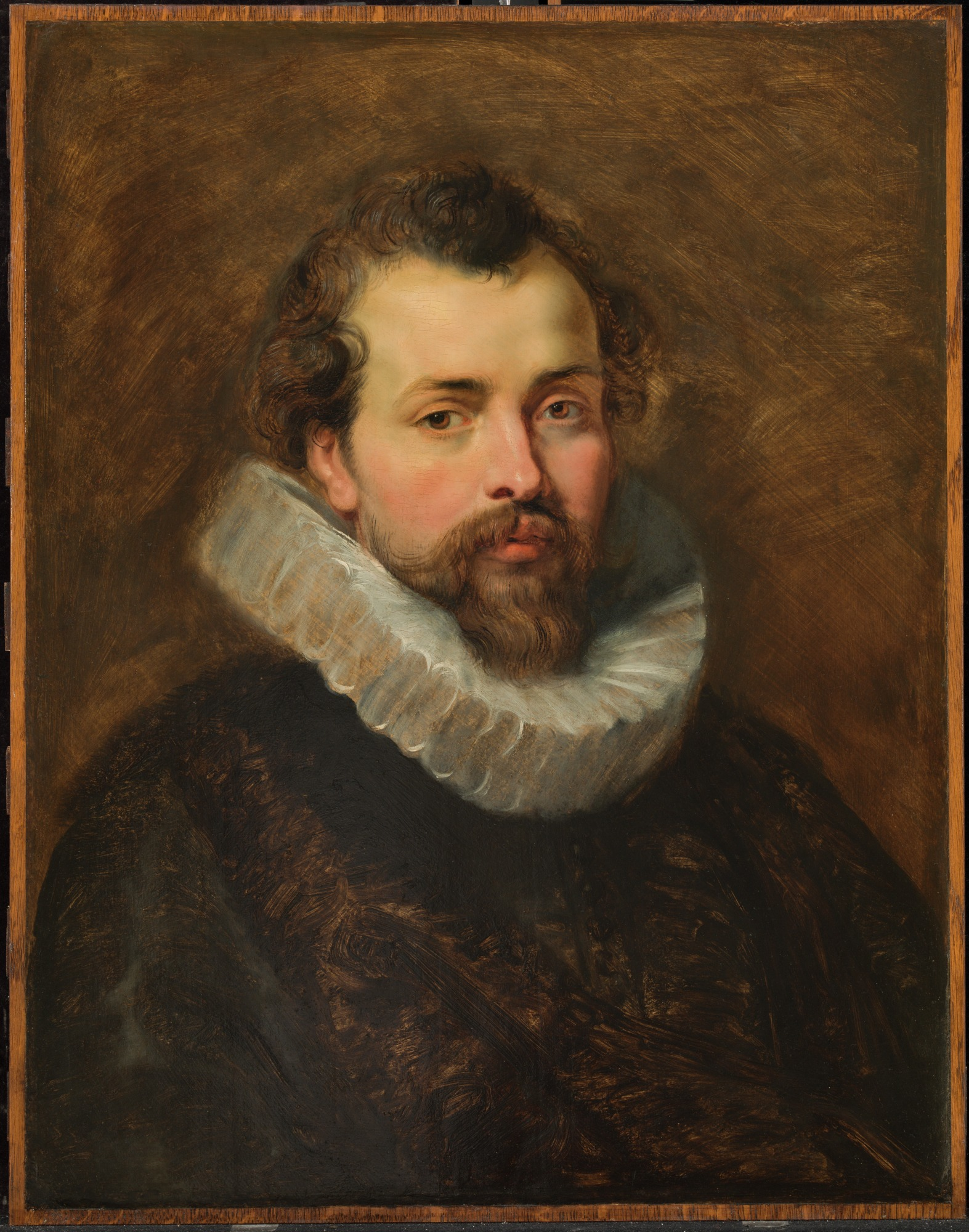
ルーベンス『画家の兄フィリップ・ルーベンス』（1610-1611年）、デトロイト美術館
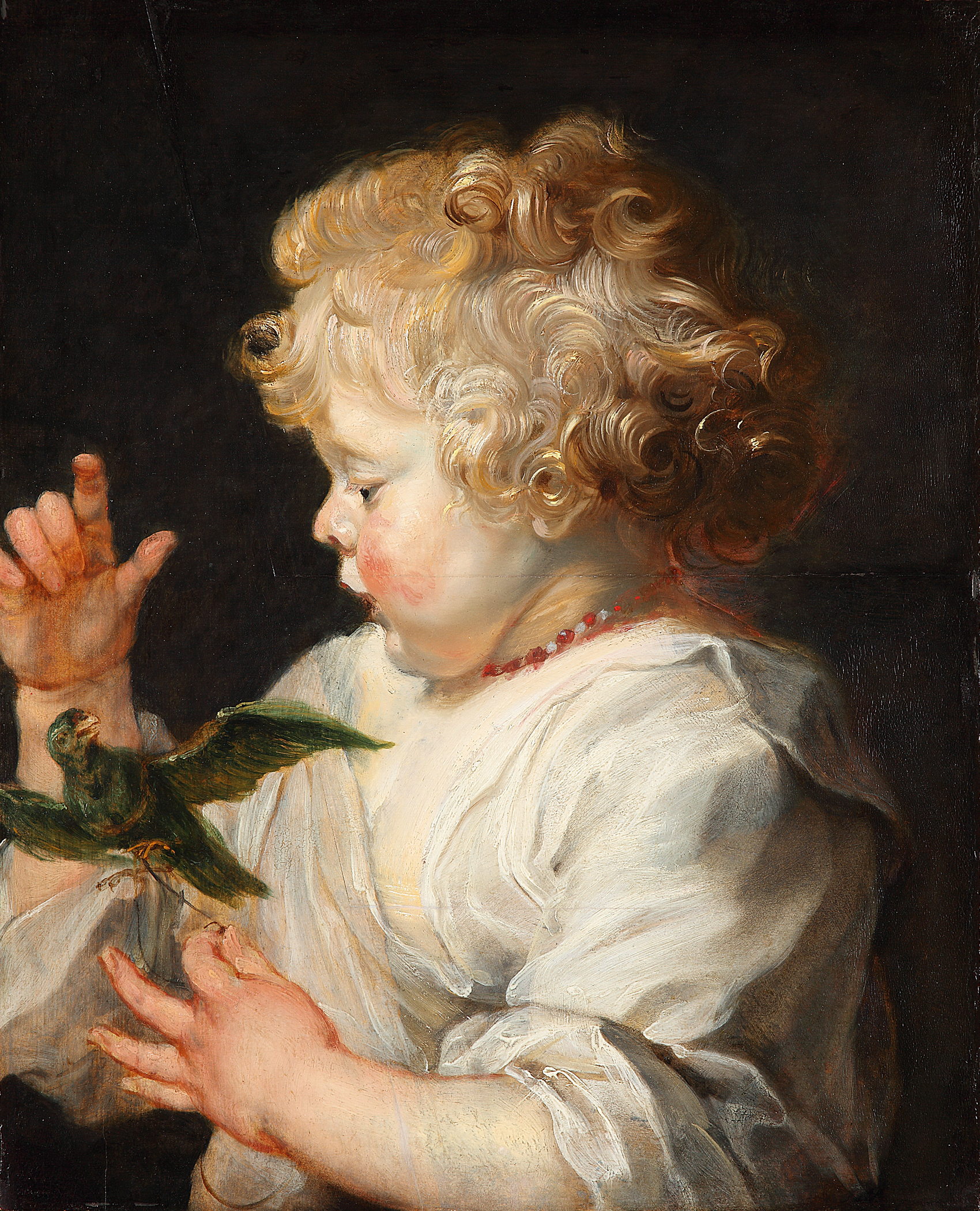
ルーベンス『鳥を持つ子供』（1614年ごろ）、絵画館 (ベルリン)
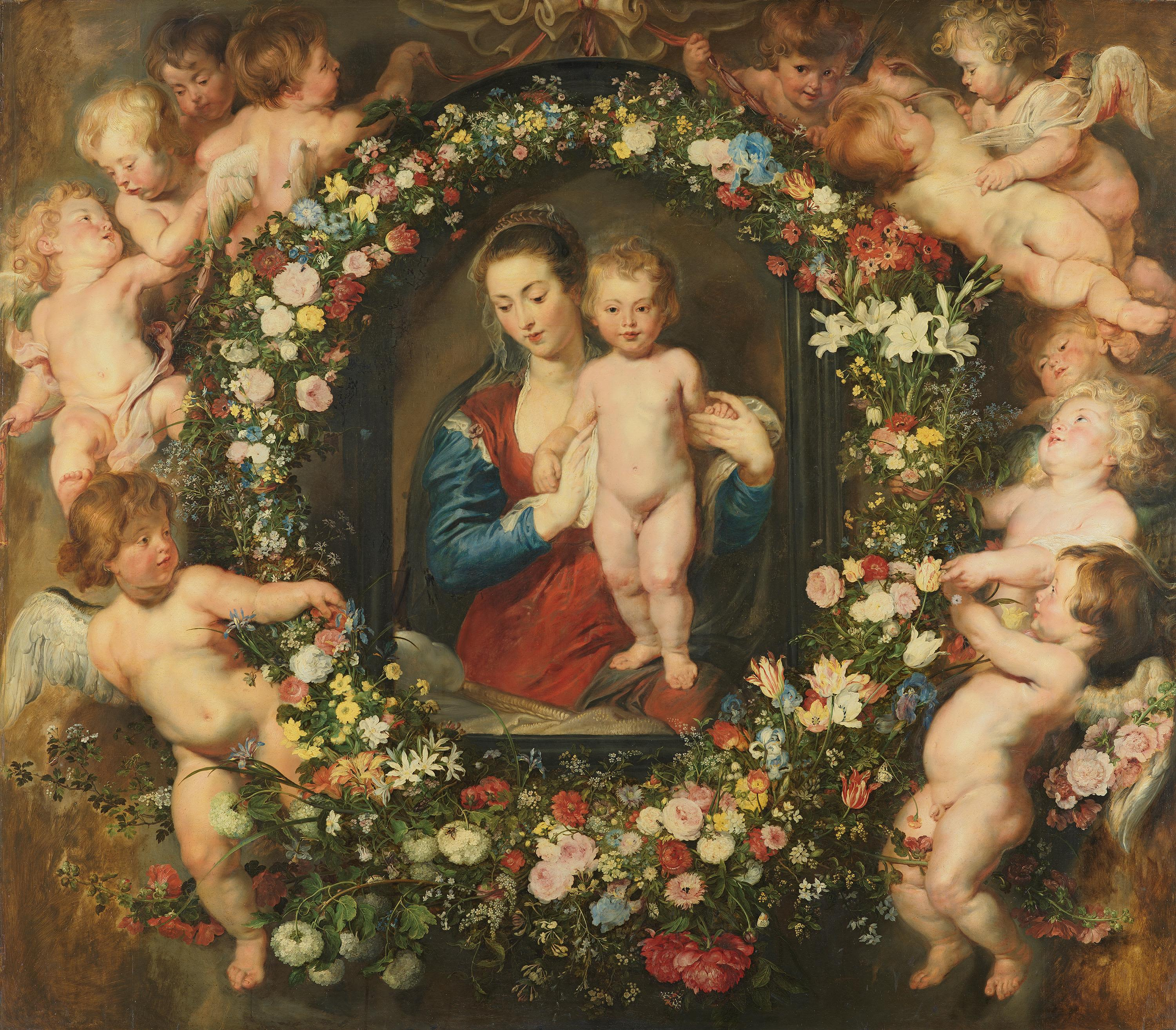
ヤン・ブリューゲル (父)、ルーベンス『花輪の聖母子』（1616-1618年ごろ）、アルテ・ピナコテーク、ミュンヘン